# Лука Бресель
Лука (Люка) Бресель (англ. Luca Brecel; нар. 8 березня 1995)  — бельгійський професійний гравець у снукер, чемпіон світу 2023 року.
Лука виграв чемпіонат Європи серед юнаків до 19 років у віці 14 років і став професіоналом у 2011 році.
Після перемоги на China Championship 2017 та на Чемпіонаті світу 2023 року Бресель став першим в історії гравцем з материкової Європи, який виграв відповідно рейтинговий турнір та став чемпіоном світу.

## Віхи кар'єри
2009 рік. Стає наймолодшим переможцем чемпіонату Європи серед юнаків до 19 років, йому лише 14 років.
2016 рік. Досягає першого професійного фіналу на Shoot Out (нерейтинговий турнір) та свого першого фіналу рейтингового фіналу на German Masters, який програє Мартіну Гулду 5-9.
2017 рік. Виграє перший рейтинговий титул, перемігши на China Championship. У фіналі переміг Шона Мерфі з рахунком 10-5.
2018 рік. Робить свій перший максимальний брейк (147 очок) на турнірі Championship League.
2020 рік. Виграє свій другий професійний титул на Championship League, у фіналі перемагає Бена Вулластона 3-0.
2021 рік. Доходить до фіналу Чемпіонату Великобританії, ставши першим гравцем з материкової Європи, який брав участь у фіналі Потрійної корони, але програє Чжао Сіньтуну з рахунком 10-5. Виграє свій другий рейтинговий титул на Scotish Open, перемігши у фіналі Джона Гіггінса з рахунком 9-5.
2022 рік. Виграє свій третій рейтинговий титул, перемігши в Championship League. У фіналі перемагає Лу Ніна 3-1.
2023 рік. Стає чемпіоном світу зі снукеру. У перших трьох раундах здолав Ріккі Волдена (10-9), Марка Вільямса (13-11) і Ронні О'Салівана (13-10). У драматичному півфіналі поступався 5-14 китайському дебютанту турніру Сі Джахую, але в підсумку переміг 17-15, вигравши 11 фреймів поспіль. У фіналі виграв 18-15 у Марка Селбі.

## Особисте життя
Лука Бресель має стосунки з 24-річною Лаурою Вановерберг. Пара почала зустрічатися на початку 2023 року і познайомилася через снукер, хоча Бресель приписує Лаурі своє щастя поза столом.